# 李鳳竹
李 鳳竹（リ・ボンジュク、朝鮮語: 리봉죽、1940年4月5日 - 2022年11月24日）は、朝鮮民主主義人民共和国の軍人、政治家。朝鮮人民軍総参謀部副総参謀長、朝鮮労働党中央委員会委員などを歴任。朝鮮人民軍における軍事称号（階級）は上将。朝鮮人民軍の中で親中派とされる。

## 経歴
1940年に生まれた。出生地は不明。1992年に中将に昇進し、1995年に金日成勲章を受賞した。1997年6月に朝鮮人民軍総参謀部副総参謀長に就任し、同年11月に朝鮮人民軍代表団長として中国を訪問し、傅全有中国人民解放軍総参謀長と会談した。2006年4月14日に金日成主席生誕94周年を記念して上将に昇進した。李鳳竹と同じく1992年に中将に昇進した李明秀は2000年に大将に進んでいたことから、14年遅い昇進である。この背景には金正日総書記が執権以来、親中派を遠ざけてきたが、中朝友好協力相互援助条約改正のための人事とされる。2010年9月28日に開催された朝鮮労働党第3回党代表者会で、朝鮮労働党中央委員会委員に選出された。
2022年11月24日に死亡したことが2023年9月15日の朝鮮中央通信の報道によって明らかとなった。

## 参考サイト
북한정보포털